# Loceri
Loceri è un comune italiano di 1 319 abitanti della provincia dell'Ogliastra in Sardegna. È situato nell'area centro orientale dell'Ogliastra, a 206 metri sul livello del mare. Fa parte della XI Comunità Montana "Ogliastra".

## Storia
L'area fu abitata già in epoca nuragica per la presenza nel territorio di alcuni nuraghi.
Appartenne al giudicato di Cagliari e fece parte della curatoria d'Ogliastra. Alla caduta del giudicato (1258) cadde in potere dei giudici di Gallura. Nel 1296, con la morte dell'ultimo giudice di Gallura Nino Visconti, gran parte dei territori dell'ex giudicato, tra cui l'Ogliastra, passano sotto il dominio pisano fino al 1324, quando vengono conquistati dagli aragonesi. Nel 1363 Loceri, insieme ad altre ville dell'Ogliastra, viene incorporato dal Re d'Aragona Pietro IV il cerimonioso nella contea di Quirra, data in feudo a Berengario Carroz; fu villa della contea fino al 1603, quando la contea viene trasformata in marchesato, feudo dei Centelles. Il paese venne riscattato agli Osorio de la Cueva, succeduti ai Centelles, nel 1839 con la soppressione del sistema feudale voluto dai Savoia.
Esistono numerosi testimonianze di epoca prenuragica, soprattutto ai confini con Ilbono e Bari Sardo, che indicano che il territorio era frequentato a partire dalla fine del IV millennio a.C.
Le testimonianze di epoca nuragica sono più numerose e testimoniano un'intensa occupazione di questo territorio nell'età del Bronzo Medio e Tardo. In località Goene son state rinvenute testimonianze e materiali di epoca romana, mentre in località Flumini si conservano tracce di un insediamento rurale di epoca romana.
Flavio Cocco, in “Dati relativi alla storia dei paesi della diocesi d'Ogliastra”,, scrive che la prima menzione del paese di Luccieri viene fatta in un documento pisano del 1316 dove venne indicato come distrutto, "Saltus dictus Luccieri qui olim fuit ville dicte Luccieri nunc destructe. Qui saltus est intra villa Bari et domus Gueni et continet aliquas arbores castanearum.» (Lettarale: Il bosco chiamato Luccieri, che un tempo era un paese chiamato Luccieri, ora distrutto. Il quale bosco è compreso tra il villaggio di Bari e la domus Gueni  e contiene alcuni castagni), in Francesco Artizzu, Le rendite pisane del giudicato di Cagliari, p. 94) forse durante le lotte del Comune di Pisa contro Giovanni Visconti tra il 1258 e il 1308 quando caddero il Castello della Rosa in Ogliastra, del quale fa menzione G. Aleo (Casula 1980, p. 113) e che i documenti del XIV sec. descrivono come già in completa rovina, probabilmente a causa della distruzione violenta di cui fu oggetto nel corso  delle ostilità fra i Visconti e Pisa.  Secondo alcuni pratici del posto le fondamenta di tale struttura sarebbero da riconoscersi nelle tracce di strutture individuate presso la località di Cuaddazzoni, ai confini con il Comune di Osini (Cocco 1984, pp. 238-239). e quello di Maluiginu (Malvicino Castelli della Sardegna) nel Sarrabus, Villaputzu.
Il documento pisano riporta anche che il primo nucleo del paese di Loceri si trovava nella località di Goene, a 2 km a NEE di Loceri e 4 e ½ a NO di Barisardo. Il canonico F. Cocco, riportando i dati del documento pisano del 1316, sostiene invece che il saltus di Luccieri fosse ubicato tra il paese di Barì e la casa di Gueni (sita nell’attuale località di Goeni). Secondo lo studioso il sito di Luccieri era forse a cavallo del rio de Mesu dove era presente anche la chiesa dedicata a San Tommaso che secondo il parroco Giuseppe Cabiddu, sarebbe stata la parrocchiale distrutta da una piena del rio e poi ricostruita nel XVIII secolo, in stile neoclassico, nel sito attuale, distante un centinaio di metri da quella antica ma intitolata a San Pietro Apostolo a cui fu annesso, fino al 1905, un cimitero.
Prima della sua distruzione il paese aveva fatto parte della Curatoria d'Ogliastra, appartenente al giudicato di Cagliari, come testimonia sempre il documento pisano del 1316. Loceri non figura ancora tra i paesi ogliastrini infeduati ai signori spagnoli nel 1358, mentre nel 1504 figura nell’elenco dei paesi ogliastrini infeudati a Violante II Carroz, contessa di Quirra. Il paese nel 1708 è sotto il dominio Austriaco e dal 1720 al 1861 è sotto i Piemontesi.
Sull'origine del toponimo ci sono varie ipotesi; alcuni studiosi ritengono che vi sia una correlazione con Locri della Magna Grecia e che il suo insediamento si sia formato proprio in seguito alla fuga dei greci dalla loro patria, altri fanno derivare il nome da Villa Luceri, Villa di Locerio, o da Locus Aeris (luogo del rame) o ancora da Luccieri (il nome di un antico paese scomparso).
In particolare la derivazione da Villa Luceri secondo lo studioso Massimo Pittau, avrebbe origine da Luceres, una delle tribù etrusche originarie di Roma che renderebbe possibile l’ipotesi di un legame tra la civiltà etrusca e quella nuragica. Il toponimo potrebbe infine avere un’origine proto sarda vista la presenza nel territorio dei nuraghi di Ursu, Sa Puliga, Su Casargiu, Is Piroddis, il Nuraghe Cèa, Nuraxi, il nuraghe Monte Nuraxi.
Tracce di vita prenuragica sono documentate dalle Domus de Janas di Is Arceddas in località Su Canali de is Piroddis.
Alcuni dati certi riguardo al numero degli abitanti insediati nel territorio comunale nella metà dell’800, possiamo attingerli dal Dizionario geografico storico, statistico, commerciale compilato dal prof. G. Casalis che riporta le liste di focaggio formate nei parlamenti tenutisi dal 1656 al 1698, in esse si osserva che a Locheri nel 1654 erano presenti 62 fuochi (circa 250 abitanti), mentre il numero degli abitanti insediati nel 1840 era pari a 840.
“Nell’anno 1840 erano maggiorenni, maschi 256, femmine 300, minorenni maschi 154, femmine 150, in tutto anime 840, e famiglie 256.
La media del movimento della popolazione determinossi sul trascorso decennio di 25 nascite, 14 morti e 4 matrimoni. L’ordinario corso della vita in quelli che felicemente trapassano i molti pericoli della prima età, suol essere ai 60 anni, ma non sono infrequenti gli esempi di maggior longevità. … Il cimitero è alle spalle della chiesa parrocchiale, nella valle, per cui passa il levante. Le esalazioni delle superficiali sepolture offendono il senso a non pochi"
Nei primi cinquant’anni dell’ottocento si praticava l’agricoltura, la tessitura e la pastorizia. Si coltivava prevalentemente il grano, l’orzo, i legumi e il lino, le vigne erano molto produttive e si contavano circa 18 varietà di uvaggi. Il clima mite favoriva la produzione di alberi da frutto che raggiungevano i ventimila esemplari. La vocazione agricola del villaggio si evince, oltre che dai dati riportati dal Casalis, dall’analisi della cartografia De Candia.

### Simboli
Lo stemma e il gonfalone del comune di Loceri sono stati concessi con decreto del presidente della Repubblica n. 126 del 29 dicembre 1995.
Il gonfalone è un drappo di verde.

## Società

### Evoluzione demografica
Abitanti censiti

### Lingue e dialetti
La variante del sardo parlata a Loceri è il campidanese ogliastrino.

## Geografia antropica
Il territorio comunale comprende anche l'isola amministrativa di Bacu Orca, avente una superficie di 3,86 km².

### Urbanistica
L’edificato si distende con una forma fusiforme lungo il tracciato storico in direzione Est-Ovest costituito dalla via Centrale (l’attuale via Vittorio Emanuele) e dalla via Romana (oggi via Roma) che convergono all’altezza della chiesa dedicata a San Pietro Apostolo. 
Lungo le vie si affacciano gli isolati di forma irregolare in cui il processo di aggregazione dei singoli edifici ha determinato la formazione dei nuclei.
Tali isolati risultano circoscritti da una viabilità principale perimetrale su cui si affacciano le cellule abitative e da una viabilità, interna all’isolato, che spesso lo attraversa in senso longitudinale, praticata per dare luce ed aria agli ambienti maggiormente soffocati dall’intasamento edilizio. All’interno degli isolati sono spesso presenti stretti corridoi (errileddus), interposti tra i confini di diverse proprietà col compito di raccogliere le acque piovane ovvero di smaltire le acque dei tetti a falde contrapposte. La presenza del riu Giossu a Sud e del rio Sunsurru a Nord ha condizionato l’espansione dell’abitato e ancora oggi il paese è compreso quasi completamente tra i due corsi d’acqua.
Il tessuto urbano storico era attraversato da cinque strade che confluivano all’incrocio dell’attuale via Vittorio Emanuele (ex via Centrale) con la via Dante. Queste strade, che dividevano l’abitato in altrettanti macro isolati conducevano verso Barisardo quella in direzione Est, verso la località Tare quella in direzione Nord, verso Lanusei quella in direzione Nord Ovest, verso il rio Giossu e verso i confini con Jerzu.
quella in direzione Sud Ovest e quella verso le campagne di Taccu in direzione Sud Est. La rete stradale interna ha una configurazione “a labirinto” con isolati più o meno ampi in funzione dell’orografia del sito. La Strada Statale 390 (v Roma) realizzata a cavallo dell’800 ha sostituito il percorso matrice centrale, l’attuale via Vittorio Emanuele, modificando di fatto la gerarchia della viabilità di Loceri e connotando fortemente l’importanza del nuovo corso rispetto alle vecchie strade che dall’ottocento in poi assumono più la connotazione di strade di comunicazione interna o verso la campagna, mentre la nuova strada diventa la via di comunicazione verso i centri di Lanusei e Bari Sardo. Sul nuovo percorso urbano si costruiscono nuovi edifici appartenenti alla borghesia agraria.
L’assetto attuale del Centro Matrice nasce quindi dallo sviluppo di cinque macrozone che derivano dall’intersezione dei percorsi originari, modificato poi dalla via Roma che taglia il centro lasciando a Nord Est di essa la parte più vasta del centro matrice. 
Il tessuto urbano è generalmente piuttosto denso ma irregolare con l’isolato della chiesa che costituisce una delle poche soluzioni di continuità.
Altra caratteristica riconoscibile nella conformazione dell’abitato di Loceri è la comune giacitura dei corpi di fabbrica, difatti la maggior parte degli edifici si sviluppa secondo l’asse nordest – sudovest, esponendo il proprio fronte verso la direzione sud-est o nord-ovest.
Attraverso l’analisi della cartografia storica si è potuto constatare che l’area del centro matrice corrisponde quasi con la situazione urbanistica al 1847 Catasto Decandia, confermata dalla carta catastale della prima metà del Novecento.
Le abitazioni storiche sono con tipologia a corte antistante o retrostante, dunque con affaccio su area di pertinenza privata o con affaccio diretto su strada. Esse si compongono di più cellule elementari e il loro accrescimento avviene secondo un processo di giustapposizione e addizione a lato, in profondità o in altezza sino a raggiungere la configurazione delle tipologie rilevate all’interno del centro matrice: una o due cellule su un livello, due cellule con sviluppo in profondità, due cellule con sviluppo in altezza, tre o più cellule su un livello, tre o più cellule con sviluppo in profondità, tre o più cellule con sviluppo in altezza, palazzetto moderno. Gli edifici presentano murature perimetrali continue con apparati decorativi molto semplici o assenti. La tecnologia costruttiva delle case è prevalentemente in porfido e granito con murature a sacco con esempi di aperture architravate o ad arco per gli accessi carrai ed in generale un decoro austero ed una semplice partitura dei prospetti. 
Numerose case hanno subito ampliamenti e rimaneggiamenti non coerenti con le tipologie e le tecniche tradizionali.
Loceri, così come gli altri centri ogliastrini, rappresenta un tipo costitutivo del villaggio storico ben connotato, sintesi esemplare di adattamento in rapporto alle diverse opportunità del sito. Come avviene nei villaggi di impianto medievale, anche a Loceri l’aggregazione e il progressivo accrescimento dell’edificato si è generato nel rispetto dei vincoli dovuti alle condizioni del sito quali, l’orografia, l’esposizione al sole, il riparo dai venti, la presenza di rii e sorgenti. I fattori che contribuiscono a determinare le variazioni degli schemi insediativi, della forma degli edifici e dei manufatti, sono gli usi cui gli edifici erano originariamente destinati, la prevalenza e la specificità delle funzioni svolte, la morfologia del terreno. L’insediamento doveva adattarsi alle condizioni del sito e massimizzare e ottimizzare le sue specificità.
Nel centro si possono individuare differenti tipologie di edifici in base agli schemi planimetrici, all’impostazione strutturale, alla funzione originaria, al rapporto con il terreno, al numero di piani e, ancora, ad alcuni elementi tecnologici caratterizzanti.
Nel Catasto d’impianto del 1939 si percepisce che le corti originarie, presenti in quasi tutte le unità edilizie, sono state via via utilizzate per ampliare l’edificio originario per le mutate esigenze del nucleo familiare rendendo il tessuto urbano spesso molto denso e cancellando in alcuni casi le corti originarie. Le caratteristiche dell’abitato pur presentando alcuni spazi inedificati all’interno del tessuto consolidato degli isolati, appare tuttavia abbastanza compatto. I toponimi via Orti, via Campagna e via Taccu, a oriente, indicano il collegamento dell’abitato con gli appezzamenti coltivati, la via Montagna e la via Collina a Ovest individuano i luoghi collinari.

## Amministrazione
| Periodo         | Periodo         | Primo cittadino    | Partito                           | Carica                  | Note   |
| --------------- | --------------- | ------------------ | --------------------------------- | ----------------------- | ------ |
| aprile 1940     | aprile 1945     | Loisiccu Pilia     |                                   | podestà                 |        |
| aprile 1946     | aprile 1951     | Palminio Prunas    |                                   | sindaco                 |        |
| aprile 1965     | aprile 1956     | Avvocato Marrosu   |                                   | sindaco                 |        |
| aprile 1956     | aprile 1966     | Eugenio Uda        |                                   | sindaco                 |        |
| aprile 1966     | aprile 1968     | Eugenio Pischedda  |                                   | sindaco                 |        |
| aprile 1968     | aprile 1970     | Cannas             |                                   | commissario prefettizio |        |
| 23 aprile 1970  | 16 aprile 1975  | Dario Pistis       | lista civica di centro-sinistra   | sindaco                 |        |
| 23 aprile 1975  | 16 aprile 1980  | Giannino Lecca     | lista civica di centro-sinistra   | sindaco                 |        |
| 23 aprile 1980  | 16 aprile 1985  | Roberto Murgia     | lista civica di centro-sinistra   | sindaco                 |        |
| 23 aprile 1985  | 16 aprile 1990  | Eugenio Uda        | lista civica di centro-sinistra   | sindaco                 |        |
| 23 aprile 1990  | 16 aprile 1992  | Dario Pistis       | lista civica di centro-sinistra   | sindaco                 |        |
| 16 aprile 1992  | 23 aprile 1995  | Anna Mulas         | lista civica di centro-sinistra   | sindaco                 |        |
| 23 aprile 1995  | 16 aprile 2000  | Ivo Alberto Deiana | liste civiche di centro-sinistra  | sindaco                 | [ 9 ]  |
| 16 aprile 2000  | 8 maggio 2005   | Carlo Balloi       | liste civiche di centro-sinistra  | sindaco                 | [ 10 ] |
| 8 maggio 2005   | 30 maggio 2010  | Carlo Balloi       | lista civica                      | sindaco                 | [ 11 ] |
| 30 maggio 2010  | 31 maggio 2015  | Ivo Alberto Deiana | lista civica "Vivere di Sardegna" | sindaco                 | [ 12 ] |
| 31 maggio 2015  | 26 ottobre 2020 | Robertino Uda      | lista civica "Sa 'Idda"           | sindaco                 | [ 13 ] |
| 26 ottobre 2020 | in carica       | Gianfranco Lecca   | lista civica "Loceri avanti"      | sindaco                 | [ 14 ] |

## Sport

### Calcio
La principale squadra di calcio del paese è la Polisportiva Loceri che nella stagione 2015-2016 ha militato nel girone F sardo di Seconda Categoria.